# Movistar

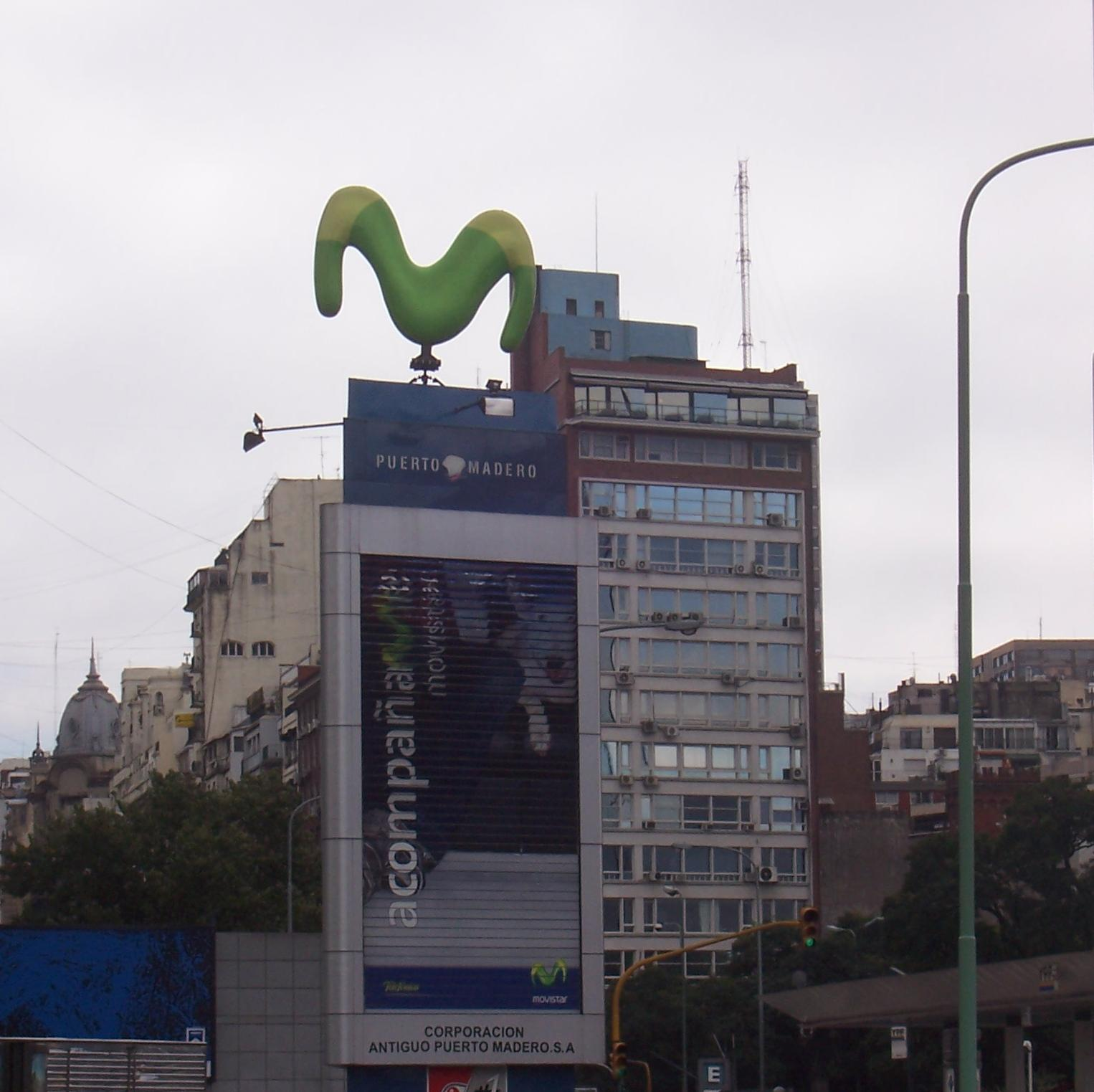
Um letreiro da movistar, em Buenos Aires

Movistar é a marca comercial da Telefónica Móviles, uma operadora de telefonia móvel que forma parte do grupo espanhol Telefónica, e que opera na Espanha e diversos países hispano-americanos, dentre os quais Argentina, Chile, Colômbia, Costa Rica, Equador, El Salvador, Guatemala, México, Nicarágua, Panamá, Peru, Uruguai e Venezuela.
É considerada a 2ª marca mais valiosa da Espanha, avaliada em 22,002 milhões de dólares, atrás apenas da Zara, listada como marca espanhola mais valiosa.

## Patrocinadora
A Movistar é patrocinadora de algumas marcas atuais da Argentina, e outras marcas mundialmente conhecidas, dentre as quais Futbol Club Barcelona, UCI World Tour, e Yamaha MotoGP 2015.